# Heilig Hartkerk (Vught)
De Heilig Hartkerk is de parochiekerk van de Noord-Brabantse plaats Vught, gelegen aan Loeffplein 1.
Deze kerk werd in 1924 gebouwd naar ontwerp van Jos Donders. Hij is gebouwd in Lunet V en de waterpartij van dit lunet omzoomt de bijbehorende begraafplaats.
De kerk heeft een zware, voorgebouwde toren op rechthoekige plattegrond met boven de drie ingangsportalen een Davidsster in een roosvenster. De bakstenen kerk heeft een traditionalistische vormentaal met neoromaanse elementen.
Sinds 2005, na de onttrekking van de andere Vughtse katholieke kerken aan de eredienst, werd deze kerk de centrale parochiekerk van de plaats Vught.